# كريس دانيلز
كريس دانيلز (بالإنجليزية: Chris Daniels)‏ هو قائد فرقة ‏ أمريكي، ولد في 30 سبتمبر 1952 في سانت بول في الولايات المتحدة.

## وصلات خارجية
- كريس دانيلز على موقع ميوزك برينز (الإنجليزية)
- كريس دانيلز على موقع أول ميوزيك (الإنجليزية)
- كريس دانيلز على موقع ديسكوغز (الإنجليزية)